# إيما جوستين فارنزورث
إيما جوستين فارنزورث (بالإنجليزية: Emma Justine Farnsworth)‏ هي مصورة أمريكية، ولدت في 1860 في نيويورك في الولايات المتحدة، وتوفيت في 1952 في ألباني في الولايات المتحدة.

## معرض صور

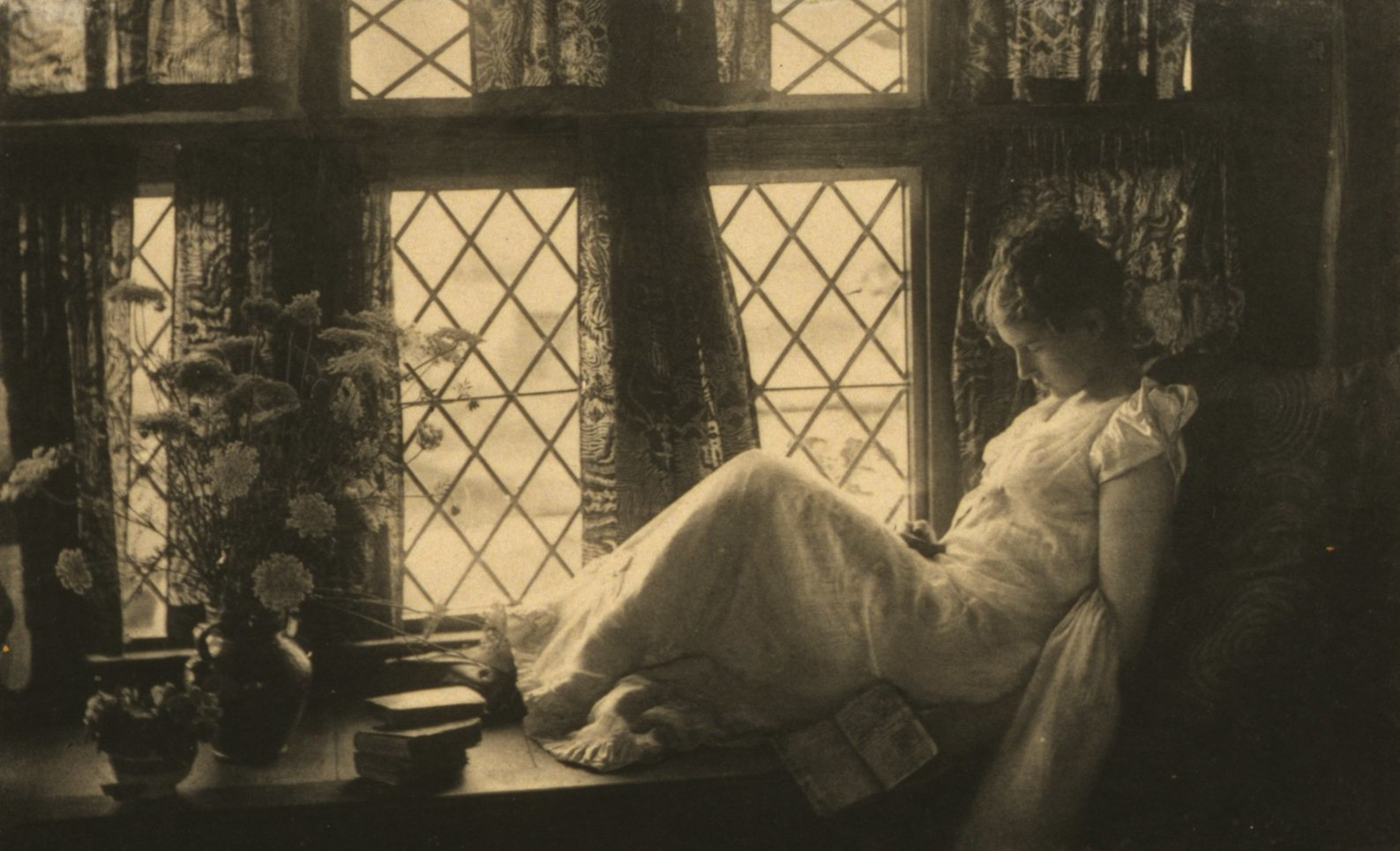
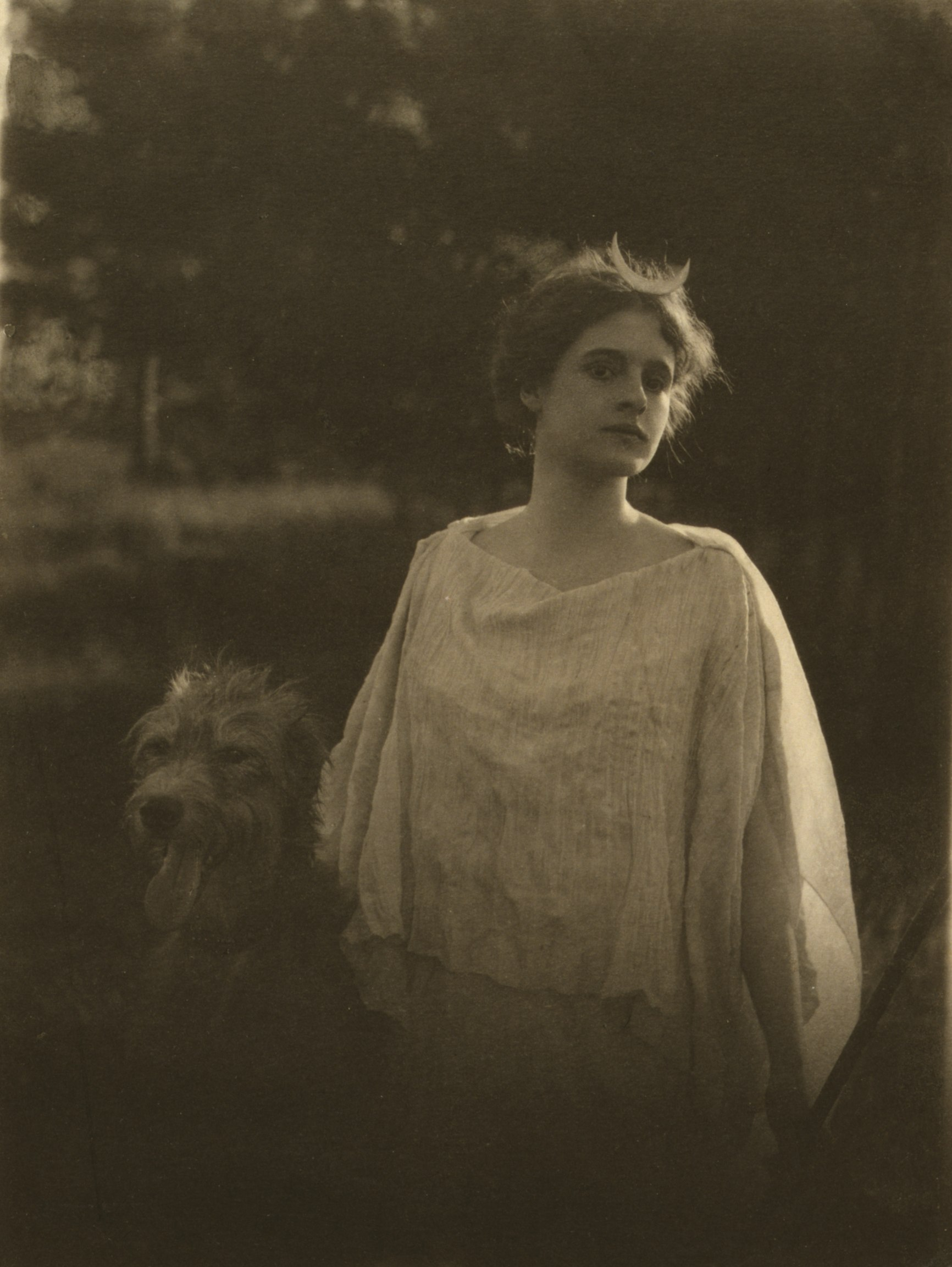
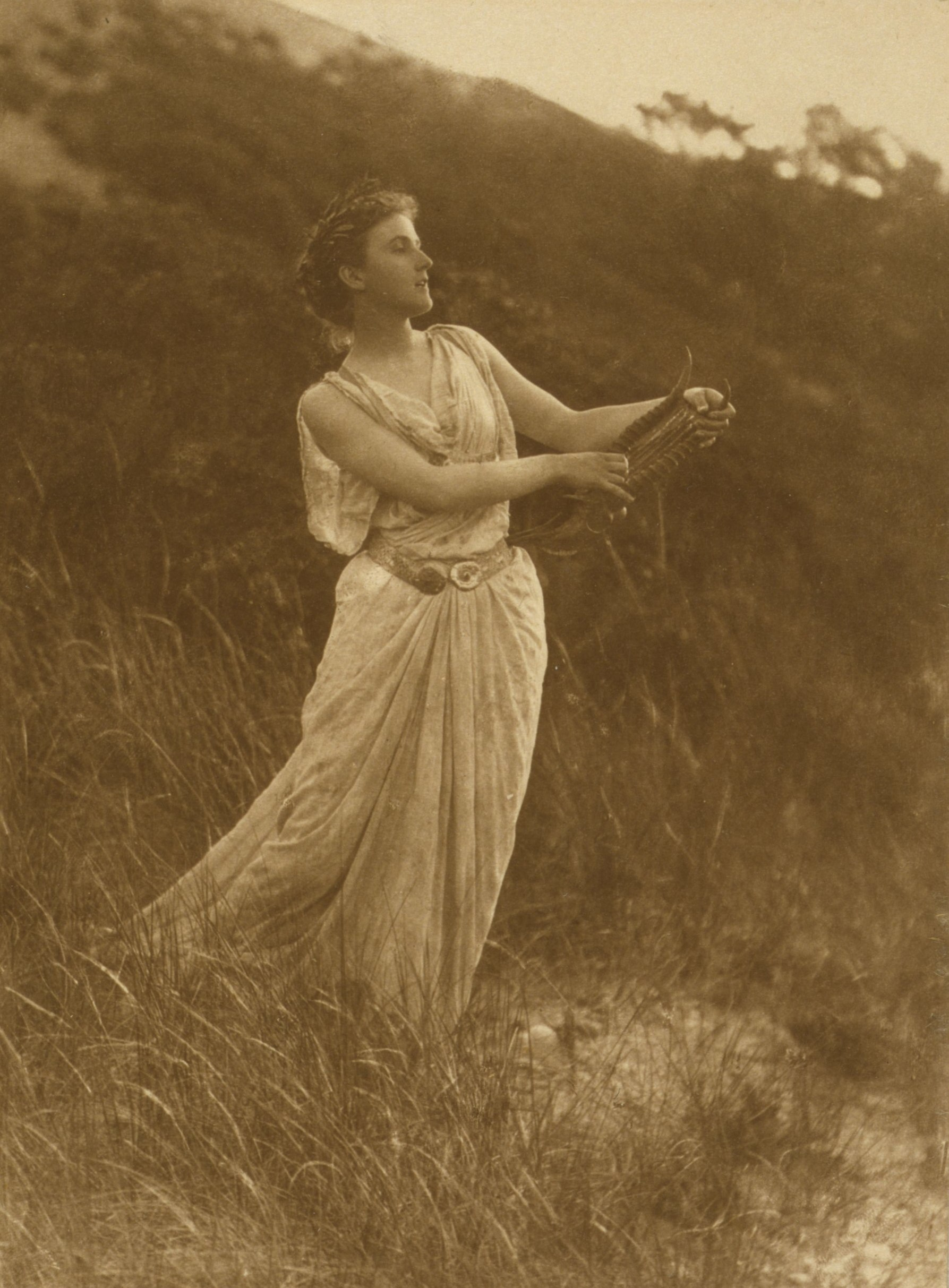